# Joyeuses Pâques

Joyeuses Pâques is een Franse komedie uit 1984, geregisseerd door Georges Lautner, met in de hoofdrollen Jean-Paul Belmondo en Sophie Marceau. 
Het scenario is gebaseerd op het gelijknamige toneelstuk van Jean Poiret. De film werd rond Pasen 1985 uitgebracht in Vlaanderen en Nederland onder de titel De bedrieger.

## Verhaal
Stéphane Margelle is een rijk zakenman die van de afwezigheid van zijn vrouw Sophie gebruik maakt om de jonge Julie thuis uit te nodigen. Wanneer Sophie plots toch opduikt, liegt Stéphane dat Julie zijn dochter is. Bovendien verzint Julie dat ze zwanger is.

## Rolverdeling
| Acteur             | Personage         |
| ------------------ | ----------------- |
| Jean-Paul Belmondo | Stéphane Margelle |
| Sophie Marceau     | Julie             |
| Marie Laforêt      | Sophie Margelle   |
| Michel Beaune      | Rousseau          |